# 垂井町立岩手中学校
垂井町立岩手中学校（たるいちょうりつ いわでちゅうがっこう）は、かつて岐阜県不破郡垂井町にあった公立中学校。

## 概要
- 旧・不破郡岩手村の中学校であった。1976年、岩手地区と府中地区を校区とする垂井町立北中学校の新設により廃校。
- 校舎は1979年2月に取り壊され、跡地に岩手小学校の新校舎が建てられた。

## 沿革
- 1948年（昭和23年）
  - 4月1日 - 岩手村が組合立不破中学校から離脱し、岩手村単独で岩手村立岩手中学校が開校。岩手小学校の校舎の一部を仮校舎とする。
  - 11月 - 岩手小学校の隣接地に校舎（木造2階建）が完成。
- 1955年（昭和30年）
  - 9月1日 - 大高地区が関ケ原町に編入され、この地区の生徒は関ケ原中学校に転出する。
  - 9月10日 - 垂井町、宮代村、表佐村、府中村、岩手村が合併し、垂井町となる。同時に垂井町立岩手中学校に改称する。
- 1976年（昭和51年）3月 - 廃校。